# Тина Вајратер
Кристина Тина Вајратер лихтенштајнска је алпска скијашица. Такмичи се у Светском купу у алпском скијању у дисциплинама: спуст, супервелеслалом, велеслалом и комбинација. Њени родитељи, Хани Венцел и Харти Вајратер, такође су се такмичили у Светском купу. На Светском првенству 2017. освојила је сребрну медаљу у супервелеслалому, а на Олимпијским играма 2018. бронзу у истоји дисциплини. Ово је прва медаља за Лихтенштајн на ОИ још од 1988.

## Биографија
Тина Вајратер је 2002. и 2004. освојила Трофеј Тополино у дисциплини велеслалом. У такмичењима ФИС-а дебитовала је у новембру 2004. у Вислеру у Канади. У јануару 2005. такмичила се по први пут у Европа купу, као и на Светском првенству у Бормију, где је освојила 31. место у супервелеслалому. У такмичењима Светског купа дебитовала је 22. новембра 2005. у Зелдену, где је такмичење у велеслалому завршила након прве вожње.
На Зимским олимпијским играма 2006. у Торину заузела је 33. место у супервелеслалому. Исте године на Светком јуниорском првенству у Мон Сент Ану освојила је златну медаљу у велеслалому. 
У сезони 2006/07.. није остварила запаженије резултате у Светском купу, најбољи резултат јој је био 8. место у комбинацији. На Светском јуниорском првенству 2007. освојила је злато у спусту и сребро у супервелеслалому и велеслалому. Доживела је повреду лигамената на тренингу за спуст у Ленцерхајду 13. марта 2007. године.
Такмичењима у Светском купу се вратила 28. децембра 2007. године у Лијенцу. Те сезоне је имала само један резултат, 19. место у велеслалому одржаном у Шпиндлерувом Млину. Пред крај сезоне поново је повредила колено због чега је морала да паузира дуже време. У сезони 2008/09.. такмичила се само у Европа купу и у ФИС тркама. На Светском јуниорском првенству 2009. у Гармиш-Партенкирхену освојила је друго место у велеслалому.
У сезони 2009/10.. Тина Вајратер се такмичила од почетка а најбољи резултат је остварила 22. јануара 2010. у Кортини д'Ампецо када је освојила седмо место у супервелеслалому. Наредног дана пала је током вожње спуста и поново повредила лигаменте колена. Због ове повреде пропустила је Зимске олимпијске игре у Ванкуверу 2010.
Током сезоне 2010/11.. није се такмичила у Светском купу. У сезони 2011/12.. по први пут се пласирала међу прве три, када је у трци спуста у Лејк Луизу освојила друго место. Те сезоне била је још два пута трећа у дисциплини спуст у Санкт Морицу и Гармиш-Партенкирхену. Сезону је завршила на другом месту у такмичењима спуста.

## Освојени кристални глобуси
| Сезона    | Дисциплина      |
| --------- | --------------- |
| 2017/18.. | Супервелеслалом |

## Победе у Светском купу
9 победа (1 у спусту, 7 у супервелеслалому, 1 у велеслалому)
| Датум              | Место               | Дисциплина      |
| ------------------ | ------------------- | --------------- |
| 1. март 2013.      | Гармиш-Партенкирхен | Супервелеслалом |
| 14. децембар 2013. | Санкт Мориц         | Супервелеслалом |
| 22. децембар 2013. | Вал д'Изер          | Велеслалом      |
| 7. март 2015.      | Гармиш-Партенкирхен | Спуст           |
| 21. фебруар 2016.  | Ла Туј              | Супервелеслалом |
| 17. март 2016.     | Санкт Мориц         | Супервелеслалом |
| 16. март 2017.     | Аспен               | Супервелеслалом |
| 3. децембар 2017.  | Лејк Луиз           | Супервелеслалом |
| 3. март 2018.      | Кран Монтана        | Супервелеслалом |

## Пласмани у Светском купу
| Сезона    | Укупно | Слалом | Велеслалом | Супервелеслалом | Спуст | Комбинација |
| --------- | ------ | ------ | ---------- | --------------- | ----- | ----------- |
| 2006/07.. | 56     | —      | 23         | 51              | 43    | 16          |
| 2007/08.. | 109    | —      | 39         | —               | —     | —           |
| 2008/09.. |        |        |            |                 |       |             |
| 2009/10.. | 58     | —      | 41         | 25              | 38    | 32          |
| 2010/11.. |        |        |            |                 |       |             |
| 2011/12.. | 9      | —      | 30         | 7               | 2     | 33          |
| 2012/13.. | 18     | —      | 37         | 9               | 6     | —           |